# Chieri Volley 2011-2012
Questa voce raccoglie le informazioni riguardanti il Chieri Volley nelle competizioni ufficiali della stagione 2011-2012.

## Stagione
La stagione 2011-12 è per il Chieri Volley la settima in Serie A1: nell'annata precedente la società aveva conquistato la promozione della Serie A2 al massimo campionato vincendo i play-off promozione. In panchina viene chiamato Alessandro Beltrami, mentre la rosa viene quasi completamente riconfermata, eccezion fatta per gli acquisti dell'opposto Saskia Hippe, le giovani Giuliana Grazietti e Erica Vietti, provenienti dal Club Italia, l'arrivo a campionato in corso della palleggiatrice Kathleen Weiß, dopo il fallimento della Spes Volley Conegliano.
Il campionato si apre con cinque sconfitte consecutive: la prima vittoria arriva nella gara contro l'Universal Volley Modena, per 3-2; anche il resto del girone d'andata è caratterizzato solamente da insuccessi, eccetto un risultato positivo contro la Pallavolo Villanterio: la prima parte della competizione si chiude con il penultimo posto in classifica e la conseguente mancata qualificazione alla Coppa Italia. Nel girone di ritorno il copione non cambia e le uniche due vittorie arrivano nella terz'ultima e penultima giornata rispettivamente contro il Parma Volley Girls e la Pallavolo Villanterio: al termine della regular season il Chieri Volley mantiene la penultima posizione, utile alla salvezza, ma non necessaria per la qualificazione ai play-off scudetto.

## Organigramma societario
Area direttiva
- Presidente: Maurizio Magnabosco

Area tecnica
- Allenatore: Alessandro Beltrami
- Allenatore in seconda: Giuseppina Tibaldi
- Scout man: Andrea Biasioli
- Assistente allenatore: Massimo Clerico, Edoardo Matella

Area sanitaria
- Medico: Stefania Basso, Giovanni Ferrero, Giuseppe Ronco
- Preparatore atletico: Roberto Benis, Alessandro Contadin
- Fisioterapista: Giorgia Valetto

## Rosa
| N° | Nome               | Ruolo | Data di nascita   | Nazionalità sportiva |
| -- | ------------------ | ----- | ----------------- | -------------------- |
| 1  | Viviana Corvese    | C     | 20 maggio 1978    | Italia               |
| 2  | Chiara Borgogno    | C     | 8 febbraio 1984   | Italia               |
| 5  | Antonina Zetova    | S/O   | 17 settembre 1973 | Bulgaria             |
| 6  | Markéta Doležalová | S     | 5 novembre 1985   | Rep. Ceca            |
| 7  | Francesca Giogoli  | P     | 20 marzo 1983     | Italia               |
| 8  | Sofia Arimattei    | S     | 1º luglio 1981    | Italia               |
| 9  | Indre Sorokaite    | S/O   | 7 luglio 1988     | Italia               |
| 10 | Erica Vietti       | P     | 11 novembre 1992  | Italia               |
| 11 | Marija Pavlović    | C     | 3 agosto 1985     | Serbia               |
| 12 | Kathleen Weiß      | P     | 2 febbraio 1984   | Germania             |
| 13 | Maurizia Borri     | L     | 24 febbraio 1977  | Italia               |
| 15 | Rossana Zauri      | L     | 9 ottobre 1991    | Italia               |
| 16 | Giuliana Grazietti | S     | 21 aprile 1993    | Italia               |
| 17 | Saskia Hippe       | S/O   | 16 gennaio 1991   | Germania             |

## Mercato
| Acquisti | Acquisti           | Acquisti        | Acquisti   |
| R.       | Nome               | da              | Modalità   |
| -------- | ------------------ | --------------- | ---------- |
| S        | Markéta Doležalová | ?               | definitivo |
| S        | Giuliana Grazietti | Club Italia     | definitivo |
| S/O      | Saskia Hippe       | Dresdner        | definitivo |
| P        | Erica Vietti       | Club Italia     | definitivo |
| P        | Kathleen Weiß      | Spes Conegliano | definitivo |

| Cessioni | Cessioni             | Cessioni       | Cessioni   |
| R.       | Nome                 | a              | Modalità   |
| -------- | -------------------- | -------------- | ---------- |
| P        | Manuela Di Crescenzo | ?              | definitivo |
| C        | Simona La Rosa       | Terre Verdiane | definitivo |
| S        | Bruna Mautino        | Soverato       | definitivo |

## Risultati

### Serie A1

#### Girone di andata
| 1ª giornata - 8 ottobre 2011 PalaNorda, Bergamo          | Bergamo             | 3 - 1 | Chieri           | 25-20, 27-25, 23-25, 25-23        |
| 2ª giornata - 15 ottobre 2011 PalaRuffini, Torino        | Chieri              | 1 - 3 | Asystel          | 23-25, 22-25, 25-18, 18-25        |
| 3ª giornata - 22 ottobre 2011 PalaBorsani, Castellanza   | Villa Cortese       | 3 - 0 | Chieri           | 27-25, 25-22, 25-17               |
| 4ª giornata - 30 ottobre 2011 PalaYamamay, Busto Arsizio | Busto Arsizio       | 3 - 1 | Chieri           | 18-25, 25-15, 25-22, 25-15        |
| 6ª giornata - 27 novembre 2011 PalaMondolce, Urbino      | Robur Tiboni Urbino | 3 - 0 | Chieri           | 25-19, 27-25, 25-21               |
| 7ª giornata - 4 dicembre 2011 PalaRuffini, Torino        | Chieri              | 3 - 2 | Universal Modena | 25-18, 17-25, 12-25, 25-21, 17-15 |
| 8ª giornata - 10 dicembre 2011 PalaRuffini, Torino       | Chieri              | 1 - 3 | River            | 22-25, 25-21, 18-25, 15-25        |
| 9ª giornata - 18 dicembre 2011 PalaRaschi, Parma         | Parma               | 3 - 2 | Chieri           | 25-20, 22-25, 25-23, 22-25, 16-14 |
| 10ª giornata - 26 dicembre 2011 PalaRuffini, Torino      | Chieri              | 3 - 1 | Pavia            | 25-18, 24-26, 25-22, 25-15        |
| 11ª giornata - 29 dicembre 2011 PalaCampanara, Pesaro    | Robursport Pesaro   | 3 - 0 | Chieri           | 25-14, 25-22, 25-20               |

#### Girone di ritorno
| 12ª giornata - 6 gennaio 2012 PalaRuffini, Torino       | Chieri           | 0 - 3 | Bergamo             | 23-25, 19-25, 21-25        |
| 13ª giornata - 8 gennaio 2012 Sporting Palace, Novara   | Asystel          | 3 - 0 | Chieri              | 25-22, 25-19, 25-21        |
| 14ª giornata - 15 gennaio 2012 PalaRuffini, Torino      | Chieri           | 1 - 3 | Villa Cortese       | 19-25, 11-25, 25-19, 20-25 |
| 15ª giornata - 22 gennaio 2012 PalaRuffini, Torino      | Chieri           | 1 - 3 | Busto Arsizio       | 25-20, 16-25, 21-25, 23-25 |
| 17ª giornata - 1º marzo 2012 PalaRuffini, Torino        | Chieri           | 1 - 3 | Robur Tiboni Urbino | 23-25, 19-25, 25-21, 21-25 |
| 18ª giornata - 19 febbraio 2012 PalaPanini, Modena      | Universal Modena | 3 - 0 | Chieri              | 25-15, 25-21, 25-15        |
| 19ª giornata - 26 febbraio 2012 PalaFranzanti, Piacenza | River            | 3 - 0 | Chieri              | 25-19, 25-18, 25-23        |
| 20ª giornata - 4 marzo 2012 PalaRuffini, Torino         | Chieri           | 3 - 1 | Parma               | 25-22, 20-25, 27-25, 25-14 |
| 21ª giornata - 7 marzo 2012 PalaRavizza, Pavia          | Pavia            | 1 - 3 | Chieri              | 23-25, 20-25, 25-10, 18-25 |
| 22ª giornata - 11 marzo 2012 PalaRuffini, Torino        | Chieri           | 1 - 3 | Robursport Pesaro   | 25-22, 25-27, 16-25, 12-25 |

## Statistiche

### Statistiche di squadra
| Competizione | Punti | In casa | In casa | In casa | In trasferta | In trasferta | In trasferta | Totale | Totale | Totale |
| Competizione | Punti | G       | V       | P       | G            | V            | P            | G      | V      | P      |
| ------------ | ----- | ------- | ------- | ------- | ------------ | ------------ | ------------ | ------ | ------ | ------ |
| Serie A1     | 12    | 10      | 3       | 7       | 10           | 1            | 9            | 20     | 4      | 16     |
| Totale       | -     | 10      | 3       | 7       | 10           | 1            | 9            | 20     | 4      | 16     |

G = partite giocate; V = partite vinte; P = partite perse

### Statistiche dei giocatori
| Giocatore     | Serie A1 | Serie A1 | Serie A1 | Serie A1 | Serie A1 | Totale | Totale | Totale | Totale | Totale |
| Giocatore     | P        | PT       | AV       | MV       | BV       | P      | PT     | AV     | MV     | BV     |
| ------------- | -------- | -------- | -------- | -------- | -------- | ------ | ------ | ------ | ------ | ------ |
| S. Arimattei  | 20       | 179      | 158      | 19       | 2        | 20     | 179    | 158    | 19     | 2      |
| C. Borgogno   | 20       | 120      | 75       | 41       | 4        | 20     | 120    | 75     | 41     | 4      |
| M. Borri      | 20       | 1        | 1        | -        | -        | 20     | 1      | 1      | -      | -      |
| V. Corvese    | 20       | 148      | 99       | 39       | 10       | 20     | 148    | 99     | 39     | 10     |
| M. Doležalová | 6        | 0        | 0        | 0        | 0        | 6      | 0      | 0      | 0      | 0      |
| F. Giogoli    | 13       | 35       | 18       | 5        | 12       | 13     | 35     | 18     | 5      | 12     |
| G. Grazietti  | 15       | 14       | 10       | 3        | 1        | 15     | 14     | 10     | 3      | 1      |
| S. Hippe      | 18       | 104      | 94       | 7        | 3        | 18     | 104    | 94     | 7      | 3      |
| M. Pavlović   | 19       | 179      | 142      | 35       | 2        | 19     | 179    | 142    | 35     | 2      |
| I. Sorokaite  | 20       | 263      | 222      | 18       | 23       | 20     | 263    | 222    | 18     | 23     |
| E. Vietti     | 5        | 0        | 0        | 0        | 0        | 5      | 0      | 0      | 0      | 0      |
| K. Weiß       | 8        | 15       | 11       | 3        | 2        | 8      | 15     | 11     | 3      | 2      |
| R. Zauri      | 4        | -        | -        | -        | -        | 4      | -      | -      | -      | -      |
| A. Zetova     | 15       | 110      | 86       | 19       | 5        | 15     | 110    | 86     | 19     | 5      |

P = presenze; PT = punti totali; AV = attacchi vincenti; MV = muri vincenti; BV = battute vincenti